# Championnat d'Iran de football 1994-1995
Navigation
Saison précédente Saison suivante
La saison 1994-1995 du Championnat d'Iran de football est la treizième édition du championnat national de première division iranienne. Vingt-quatre clubs iraniens prennent part au championnat organisé par la fédération. Les équipes sont réparties en deux poules, où elles rencontrent leurs adversaires deux fois, à domicile et à l'extérieur. À l'issue de cette première phase, les deux premiers sont qualifiés pour la poule pour le titre.
C'est le club du Saipa Karaj, tenant du titre, qui remporte à nouveau la compétition après avoir battu en finale l'Esteghlal Téhéran. C'est le 2e titre de champion d'Iran de l'histoire du club.

## Les clubs participants
| - Sepahan Ispahan - Persepolis FC - Jonoob Ahvaz - Nassaji Mazandaran - Malavan F.C. - PAS Téhran FC - Vahdat Sari - Bargh Chiraz - Payam Gach Khorasan - Promu de D2 - Pars Khodro - Promu de D2 - FC Ararat Téhéran - Promu de D2 - Qods Sari - Promu de D2 - Shahin FC - Promu de D2 | - Homa Chiraz - Aboomoslem Mechhad - Keshavarz FC - Esteghlal Ahvaz - Teraktor Sazi - Sanat Naft - Saipa Karaj - Sepirud Rasht - Esteghlal Téhéran - Promu de D2 - Machine Sazi - Promu de D2 - Shahdari Sari - Promu de D2 - Naft Ghaemshahr - Promu de D2 - Bank Tejarat - Promu de D2 |

## Compétition

### Première phase
Le classement est établi sur le barème de points classique (victoire à 2 points, match nul à 1, défaite à 0).

#### Groupe A
| Rang | Équipe              | Pts | J  | G  | N  | P  | Bp | Bc | Diff |
| ---- | ------------------- | --- | -- | -- | -- | -- | -- | -- | ---- |
| 1    | Saipa Karaj T       | 29  | 22 | 11 | 7  | 4  | 30 | 16 | +14  |
| 2    | Esteghlal Téhéran   | 27  | 22 | 10 | 7  | 5  | 25 | 20 | +5   |
| 3    | Machine Sazi        | 25  | 22 | 9  | 7  | 6  | 27 | 21 | +6   |
| 4    | Shahdari Sari       | 24  | 22 | 7  | 10 | 5  | 26 | 22 | +4   |
| 5    | Jonoob Ahvaz        | 24  | 22 | 6  | 12 | 4  | 23 | 19 | +4   |
| 6    | Sepahan Ispahan     | 22  | 22 | 8  | 6  | 8  | 28 | 25 | +3   |
| 7    | Naft Ghaemshahr     | 22  | 22 | 8  | 6  | 8  | 20 | 22 | -2   |
| 8    | Chooka Talesh       | 22  | 22 | 7  | 8  | 7  | 15 | 19 | -4   |
| 9    | Bank Tejarat        | 21  | 22 | 7  | 7  | 8  | 27 | 22 | +5   |
| 10   | Payam Gach Khorasan | 18  | 22 | 6  | 6  | 10 | 21 | 32 | -11  |
| 11   | Pars Khodro         | 15  | 22 | 2  | 11 | 9  | 19 | 29 | -10  |
| 12   | Sanat Naft          | 15  | 22 | 3  | 9  | 10 | 27 | 35 | -8   |

|  | Qualification pour la poule pour le titre |
|  | Relégation directe en deuxième division   |

#### Groupe B
| Rang | Équipe             | Pts | J  | G  | N  | P  | Bp | Bc | Diff |
| ---- | ------------------ | --- | -- | -- | -- | -- | -- | -- | ---- |
| 1    | Persepolis FC      | 33  | 22 | 14 | 5  | 3  | 53 | 17 | +36  |
| 2    | Keshavarz FC       | 27  | 22 | 8  | 11 | 3  | 26 | 15 | +11  |
| 3    | Bargh Chiraz       | 26  | 22 | 8  | 10 | 4  | 18 | 11 | +7   |
| 4    | Esteghlal Ahvaz    | 26  | 22 | 8  | 10 | 4  | 31 | 27 | +4   |
| 5    | FC Ararat Téhéran  | 25  | 22 | 8  | 9  | 5  | 31 | 19 | +12  |
| 6    | Pas Esfehan        | 25  | 22 | 6  | 13 | 3  | 32 | 22 | +10  |
| 7    | Malavan F.C.       | 24  | 22 | 8  | 8  | 6  | 23 | 16 | +7   |
| 8    | Zob Ahan FC        | 24  | 22 | 6  | 11 | 5  | 31 | 34 | -3   |
| 9    | Teraktor Sazi      | 20  | 22 | 5  | 10 | 7  | 29 | 31 | -2   |
| 10   | Nassaji Mazandaran | 15  | 22 | 6  | 6  | 10 | 16 | 32 | -16  |
| 11   | Qods Sari          | 14  | 22 | 5  | 4  | 13 | 16 | 33 | -17  |
| 12   | Shahin Bushehr     | 5   | 22 | 0  | 5  | 17 | 7  | 56 | -49  |

|  | Qualification pour la poule pour le titre |
|  | Relégation directe en deuxième division   |

### Phase finale

#### Demi-finale
| Équipe 1      | Résultat | Équipe 2          | Aller | Retour |
| ------------- | -------- | ----------------- | ----- | ------ |
| Saipa Karaj   | 1 - 0    | Keshavarz FC      | 1 - 0 | 0 - 0  |
| Persepolis FC | 0 - 3    | Esteghlal Téhéran | 0 - 3 | 0 - 0  |

#### Finale
|  | Saipa Karaj       | 1 - 0 a.p. | Esteghlal Téhéran | Stade Azadi, Téhéran |
|  | Falahatzadeh 110e |            |                   |                      |

## Bilan de la saison
| Championnat d'Iran de football 1994-1995                        | |
| Champion                                                        | Saipa Karaj (2e titre) |
| Coupes et trophées                                              | |
| Vainqueur de la Coupe d'Iran 1994-1995                          | Bahman Karaj Football Club |
| Qualifications continentales                                    | |
| Coupe des clubs champions 1995-1996                             | Saipa Karaj |
| Coupe des Coupes 1995-1996                                      | Bahman Karaj Football Club |
| Promotions et relégations                                       | |
| Promus en Championnat d'Iran de football                        | Bahman Karaj Football Club Polyacryl Esfahan FC Shemushack Noshahr Shahrdari Tabriz                                                                                       |
| Relégués en Championnat d'Iran de football de deuxième division | Shahin Bushehr Qods Sari Nassaji Mazandaran Teraktor Sazi Zob Ahan FC Sanat Naft Pars Khodro Payam Gach Khorasan Bank Tejarat Chooka Talesh Naft Ghaemshahr Shahdari Sari |